# Balón de Oro 2023
El Balón de Oro 2023 fue la 67.ª ceremonia anual del Balón de Oro, presentado por la revista deportiva France Football, que reconoce a los mejores futbolistas del mundo en la temporada 2022-23. Por segunda vez en la historia del premio, se otorga en función de los resultados de la temporada en lugar del año calendario. Este período abarca del 1 de agosto de 2022 al 31 de julio de 2023.
La ceremonia tuvo lugar el 30 de octubre de 2023 y los nominados se anunciaron el 6 de septiembre de 2023.

## Balón de Oro Masculino
| Pos. | Jugador               | Club (es)                        | Puntos | % Votos |
| ---- | --------------------- | -------------------------------- | ------ | ------- |
| 1    | Lionel Messi          | París Saint-Germain Inter Miami  | 462    |         |
| 2    | Erling Haaland        | Manchester City                  | 357    |         |
| 3    | Kylian Mbappé         | París Saint-Germain              | 270    |         |
| 4    | Kevin De Bruyne       | Manchester City                  | 100    |         |
| 5    | Rodri Hernández       | Manchester City                  | 57     |         |
| 6    | Vinícius Júnior       | Real Madrid                      | 49     |         |
| 7    | Julián Álvarez        | Manchester City                  | 28     |         |
| 8    | Victor Osimhen        | Napoli                           | 24     |         |
| 9    | Bernardo Silva        | Manchester City                  | 20     |         |
| 10   | Luka Modrić           | Real Madrid                      | 19     |         |
| 11   | Mohamed Salah         | Liverpool                        |        |         |
| 12   | Robert Lewandowski    | Barcelona                        |        |         |
| 13   | Yassine Bounou        | Sevilla Al-Hilal                 |        |         |
| 14   | Ilkay Gündogan        | Manchester City Barcelona        |        |         |
| 15   | Emiliano Martínez     | Aston Villa                      |        |         |
| 16   | Karim Benzema         | Real Madrid Al-Ittihad           |        |         |
| 17   | Khvicha Kvaratskhelia | Napoli                           |        |         |
| 18   | Jude Bellingham       | Borussia Dortmund Real Madrid    |        |         |
| 19   | Harry Kane            | Tottenham Hotspur Bayern Múnich  |        |         |
| 20   | Lautaro Martínez      | Internazionale                   |        |         |
| 21   | Antoine Griezmann     | Atlético de Madrid               |        |         |
| 22   | Kim Min-jae           | Napoli Bayern Múnich             |        |         |
| 23   | André Onana           | Internazionale Manchester United |        |         |
| 24   | Bukayo Saka           | Arsenal                          |        |         |
| 25   | Joško Gvardiol        | RB Leipzig Manchester City       |        |         |
| 26   | Jamal Musiala         | Bayern Múnich                    |        |         |
| 27   | Nicolò Barella        | Internazionale                   |        |         |
| 28   | Martin Ødegaard       | Arsenal                          |        |         |
| 29   | Randal Kolo Muani     | Eintracht Frankfurt              |        |         |
| 30   | Rúben Dias            | Manchester City                  |        |         |

## Balón de Oro Femenino

### Nominadas
| Pos. | Jugadora             | Club (es)                                  |
| ---- | -------------------- | ------------------------------------------ |
| 1    | Aitana Bonmatí       | FC Barcelona                               |
| 2    | Sam Kerr             | Chelsea FC                                 |
| 3    | Salma Paralluelo     | FC Barcelona                               |
| 4    | Fridolina Rolfö      | FC Barcelona                               |
| 5    | Mary Earps           | Manchester United                          |
| 6    | Olga Carmona         | Real Madrid                                |
| 7    | Alexandra Popp       | VfL Wolfsburgo                             |
| 8    | Patricia Guijarro    | FC Barcelona                               |
| 9    | Linda Caicedo        | Real Madrid                                |
| 10   | Rachel Daly          | Aston Villa                                |
| 11   | Millie Bright        | Chelsea FC                                 |
| 12   | Hinata Miyazawa      | MyNavie Sendai                             |
| 13   | Lena Oberdorf        | VfL Wolfsburgo                             |
| 14   | Kadidiatou Diani     | Paris Saint-Germain Olympique de Lyon      |
| 15   | Amanda Ilestedt      | Paris Saint-Germain Arsenal FC             |
| 16   | Mapi León            | FC Barcelona                               |
| 17   | Hayley Raso          | Manchester City Real Madrid                |
| 18   | Ewa Pajor            | VfL Wolfsburgo                             |
| 19   | Guro Reiten          | Chelsea FC                                 |
| 20   | Asisat Oshoala       | FC Barcelona                               |
| 21   | Alba Redondo         | Levante UD                                 |
| 22   | Katie McCabe         | Arsenal FC                                 |
| 23   | Georgia Stanway      | Bayern de Múnich                           |
| 24   | Sophia Smith         | Portland Thorns                            |
| 25   | Khadija Shaw         | Manchester City                            |
| 26   | Wendie Renard        | Olympique de Lyon                          |
| 27   | Yui Hasegawa         | Manchester City                            |
| 28   | Debinha              | North Carolina Courage Kansas City Current |
| 29   | Daphne van Domselaar | FC Twente Aston Villa                      |
| 29   | Jill Roord           | VfL Wolfsburgo Manchester City             |

## Trofeo Kopa

### Nominados
| Pos. | Jugador           | Club (es)                              |
| ---- | ----------------- | -------------------------------------- |
| 1    | Jude Bellingham   | Borussia Dortmund Real Madrid          |
| 2    | Jamal Musiala     | F. C. Bayern                           |
| 3    | Pedri             | F. C. Barcelona                        |
| 4    | Eduardo Camavinga | Real Madrid C. F.                      |
| 5    | Gavi              | F. C. Barcelona                        |
| 6    | Xavi Simons       | P. S. V. R. B. Leipzig                 |
| 7    | Alejandro Balde   | F. C. Barcelona                        |
| 8    | António Silva     | S. L. Benfica                          |
| 9    | Rasmus Højlund    | Atalanta B. C. Manchester United F. C. |
| 10   | Elye Wahi         | Montpellier H. S. C. R. C. Lens        |

## Trofeo Yashin

### Nominados
| Pos. | Jugador               | Club (es)                        |
| ---- | --------------------- | -------------------------------- |
| 1    | Emiliano Martínez     | Aston Villa                      |
| 2    | Ederson Moraes        | Manchester City                  |
| 3    | Yassine Bounou        | Sevilla FC Al-Hilal SFC          |
| 4    | Thibaut Courtois      | Real Madrid CF                   |
| 5    | Marc-André Ter Stegen | FC Barcelona                     |
| 6    | André Onana           | Inter de Milán Manchester United |
| 7    | Dominik Livaković     | Dinamo de Zagreb Fenerbahçe SK   |
| 8    | Aaron Ramsdale        | Arsenal FC                       |
| 9    | Mike Maignan          | AC Milan                         |
| 10   | Brice Samba           | RC Lens                          |